# Malaysische Badmintonmeisterschaft 2008
Die Malaysische Badmintonmeisterschaft 2008 fand vom 25. bis zum 29. März 2008 in der KBA Hall in Alor Setar als Proton Malaysia Grand Prix Finals statt. 

## Sieger und Platzierte
| Disziplin    | Gold                              | Silber                        | Bronze                                    |
| ------------ | --------------------------------- | ----------------------------- | ----------------------------------------- |
| Herreneinzel | Lee Chong Wei                     | Tan Chun Seang                | Roslin Hashim                             |
| Herreneinzel | Lee Chong Wei                     | Tan Chun Seang                | Yeoh Kay Bin                              |
| Dameneinzel  | Julia Wong Pei Xian               | Tee Jing Yi                   | Stephanie Shalini                         |
| Dameneinzel  | Julia Wong Pei Xian               | Tee Jing Yi                   | Vivian Hoo Kah Mun                        |
| Herrendoppel | Koo Kien Keat Tan Boon Heong      | Ong Soon Hock Tan Bin Shen    | Gan Teik Chai Lin Woon Fui                |
| Herrendoppel | Koo Kien Keat Tan Boon Heong      | Ong Soon Hock Tan Bin Shen    | Choong Tan Fook Lee Wan Wah               |
| Damendoppel  | Fong Chew Yen Mooi Hing Yau       | Lydia Cheah Li Ya Tee Jing Yi | Anita Raj Kaur Julia Wong Pei Xian        |
| Damendoppel  | Fong Chew Yen Mooi Hing Yau       | Lydia Cheah Li Ya Tee Jing Yi | Amelia Alicia Anscelly Chong Sook Chin    |
| Mixed        | Razif Abdul Latif Chong Sook Chin | Lim Khim Wah Ng Hui Lin       | Tan Wee Kiong Woon Khe Wei                |
| Mixed        | Razif Abdul Latif Chong Sook Chin | Lim Khim Wah Ng Hui Lin       | Mohd Lutfi Zaim Abdul Khalid Goh Liu Ying |

## Finalresultate
| Disziplin    | Sieger                            | Finalist                      | Ergebnis            |
| ------------ | --------------------------------- | ----------------------------- | ------------------- |
| Herreneinzel | Lee Chong Wei                     | Tan Chun Seang                | 21-17, 21-7         |
| Dameneinzel  | Julia Wong Pei Xian               | Tee Jing Yi                   | 21-13, 14-21, 21-10 |
| Herrendoppel | Tan Boon Heong Koo Kien Keat      | Tan Bin Shen Ong Soon Hock    | 21-14, 14-21, 21-17 |
| Damendoppel  | Mooi Hing Yau Fong Chew Yen       | Lydia Cheah Li Ya Tee Jing Yi | 21-14, 16-21, 21-16 |
| Mixed        | Razif Abdul Latif Chong Sook Chin | Lim Khim Wah Ng Hui Lin       | 21-7, 21-19         |